# Frederick Lablache
Frederick Lablache, né le 29 août 1815 et mort à  Londres le 30 janvier 1887, est un chanteur anglais.

## Biographie

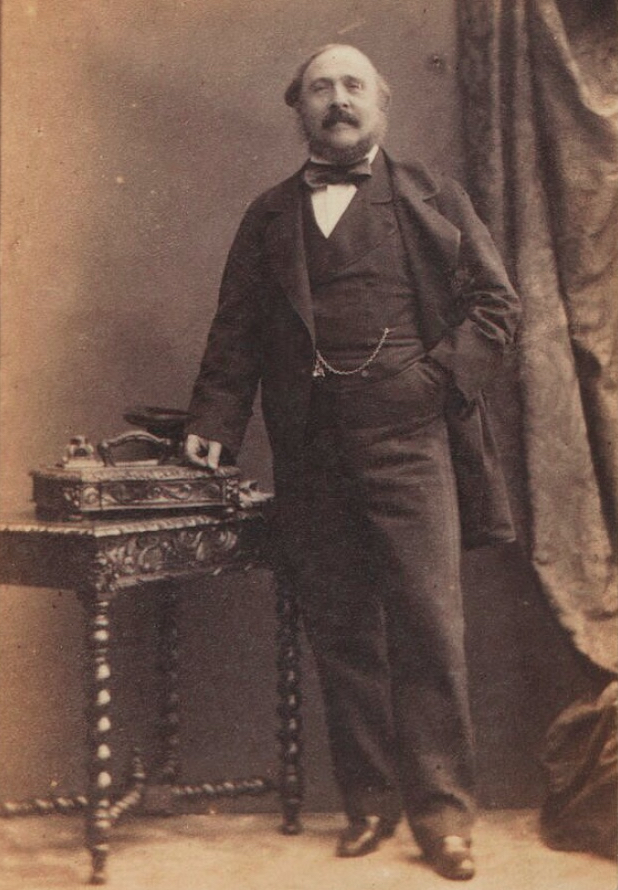
Frederick Lablache en 1860. Photographie de Camille Silvy.

Fils de Luigi Lablache, il est éduqué par son père. Vers 1837, il apparait au King's Theatre, à Londres, dans l'opéra italien, et par la suite a souvent chanté à Manchester avec Mario, Grisi et Favanti. 
En 1844, il prit part dans Così fan tutte au Her Majesty's Theatre, et en 1846 dans Il matrimonio segreto. Il a joué le rôle du comte Rodolphe au Amina de Jenny Lind pour sa première visite à Manchester, le 28 août 1847 ; il est aussi apparu avec elle dans d'autres personnages sous la direction de Michael William Balfe en 1849. 
Vers 1865 il se retira de la scène, et se consacre à l'enseignement.
Il est mort au no 51 Albany Street (en), Regent's Park, à Londres, le 30 janvier 1887. 
Sa femme, Fanny Wyndham Lablache (morte en 1877), dont le nom de jeune fille était Wilton, est née en Écosse, a étudié à la Royal Academy of Music de Londres de 1836 à 1837, puis a fait ses débuts au Lyceum Theatre, apparaissant ensuite au Théâtre de Sa Majesté. Elle était une chanteuse et une enseignante d'une grande habileté. Après son mariage, elle se retira de la scène, et mourut à Paris le 23 septembre 1877.
Son fils, Luigi Lablache, était un acteur bien connu et le grand-père de l'acteur Stewart Granger.

## Sources
- Lablache, Frederick, in Dictionary of National Biography, London, Smith, Elder & Co. 1885–1900.